# Stawros Teodorakis
Stawros Teodorakis, gr. Σταύρος Θεοδωράκης (ur. 21 lutego 1963 w Drapanias koło Chanii) – grecki dziennikarz, prezenter telewizyjny i polityk, założyciel i lider partii Rzeka (To Potami).

## Życiorys
Od 1984 związany zawodowo z dziennikarstwem, pracując początkowo w stacjach radiowych. Od 1985 do 1987 zajmował się także działalnością edukacyjną w środowisku Romów. W 2000 został prezenterem programu telewizyjnego Protagonistes na kanale NET należącym do ERT, w 2006 przeniósł się z tą produkcją do prywatnej stacji Mega. Opublikował kilka pozycji książkowych, został też publicystą gazety „Ta Nea”.
W 2014 założył i stanął na czele ugrupowania To Potami, opierającego się na jego prywatnej popularności. W styczniu i wrześniu 2015 z ramienia tej partii wybierany na posła do Parlamentu Hellenów. W maju 2019, po porażce partii w wyborach europejskich, ogłosił zamiar odejścia z funkcji jej przewodniczącego. Pozostał jednak formalnym liderem partii do czasu zakończenia przez nią działalności w listopadzie tego samego roku.